# Baone
Baone är en ort och kommun i provinsen Padova i regionen Veneto i Italien. Kommunen hade 3 060 invånare (2018).